# 1702 Kalahari
1702 Kalahari este un asteroid din centura principală, descoperit pe 7 iulie 1924, de Ejnar Hertzsprung.